# Challenger Series - Newport Beach
Le Challenger Series - Newport Beach, note come Oracle Challenger Series - Newport Beach per motivi di sponsorizzazione, sono state un torneo professionistico di tennis giocato sul cemento, che faceva parte della categoria WTA 125s femminile e dell'ATP Challenger Tour maschile. Si giocava annualmente al Newport Beach Tennis Center di Newport Beach negli Stati Uniti dal 2018 al 2020.

## Albo d'oro

### Singolare maschile
| Anno | Campione             | Finalista          | Punteggio     |
| ---- | -------------------- | ------------------ | ------------- |
| 2020 | Thai-Son Kwiatkowski | Daniel Elahi Galán | 6–4, 6–1      |
| 2019 | Taylor Fritz (2)     | Brayden Schnur     | 7–6(7), 6–4   |
| 2018 | Taylor Fritz (1)     | Bradley Klahn      | 3–6, 7–5, 6–0 |

### Doppio maschile
| Anno | Campioni                          | Finalisti                               | Punteggio   |
| ---- | --------------------------------- | --------------------------------------- | ----------- |
| 2020 | Ariel Behar Gonzalo Escobar       | Antonio Šančić Tristan-Samuel Weissborn | 6–2, 6–4    |
| 2019 | Robert Galloway Nathaniel Lammons | Romain Arneodo Andrėj Vasileŭski        | 7–5, 7–6(1) |
| 2018 | James Cerretani Leander Paes      | Treat Conrad Huey Denis Kudla           | 6–4, 7–5    |

### Singolare femminile
| Anno | Categoria | Campionessa      | Finalista       | Punteggio     |
| ---- | --------- | ---------------- | --------------- | ------------- |
| 2018 | WTA 125   | Danielle Collins | Sof'ja Žuk      | 2–6, 6–4, 6–3 |
| 2019 | WTA 125   | Bianca Andreescu | Jessica Pegula  | 0–6, 6–4, 6–2 |
| 2020 | WTA 125   | Madison Brengle  | Stefanie Vögele | 6–1, 3–6, 6–2 |

### Doppio femminile
| Anno | Categoria | Campionesse                     | Finaliste                        | Punteggio           |
| ---- | --------- | ------------------------------- | -------------------------------- | ------------------- |
| 2018 | WTA 125   | Misaki Doi Jil Teichmann        | Jamie Loeb Rebecca Peterson      | 7–6(4), 1–6, [10–8] |
| 2019 | WTA 125   | Hayley Carter (1) Ena Shibahara | Taylor Townsend Yanina Wickmayer | 6–3, 7–6(1)         |
| 2020 | WTA 125   | Hayley Carter (2) Luisa Stefani | Marie Benoît Jessika Ponchet     | 6–1, 6–3            |